# Садала (сын Севта III)
Садала (др.-греч. Σαδαλαι; IV век до н. э.) — сын правившего в последней четверти IV века до н. э. одрисского царя Севта III.
Садала был одним их сыновей одрисского царя Севта III от его брака с Береникой. О нём сообщается в обнаруженной в Севтополе в 1953 году надписи. В ней говорится о принесённой Садалой, его матерью и братьями Гебризельмом, Тересом и Сатоком клятве Спартоку из Кабиле в отношении некоего Эпимена. По мнению авторов «A Companion to Ancient Thrace», вероятно, Садала и его братья были на тот момент несовершеннолетними. Как отметил И. Лазаренко, после смерти Севта III Береника и её дети были вынуждены считаться со Спартоком — как более могущественным правителем. Х. Лунд допускал возможность того, что на момент составления севтопольской надписи отец Садалы был ещё жив.